# Aaron Bastiaans
Aaron Bastiaans (Nederweert, 4 april 2002) is een Nederlands voetballer die doorgaans als aanvaller speelt.

## Carrière
Aaron Bastiaans kon als 9-jarige E-pupil van RKSV Merefeldia kiezen tussen een overstap naar Fortuna Sittard of VVV-Venlo. Hij koos voor de Venlose club, omdat zijn oudere broer Bjorn daar al in de jeugdopleiding speelde. In maart 2018 werd Bastiaans samen met twee andere VVV-jeugdspelers uitgenodigd door West Ham United voor een stage.
In het seizoen 2018/19 zat hij een paar keer bij de wedstrijdselectie van het eerste elftal van VVV en op 18 april 2019 tekende hij er een tweejarig contract met een optie voor nog een jaar.
Op 14 december 2019, in een met 1-2 verloren thuiswedstrijd tegen PEC Zwolle, maakte de 17-jarige linksbuiten zijn competitiedebuut in het eerste elftal. Bastiaans kwam in de 74e minuut in het veld voor Elia Soriano en scoorde in de 77e minuut de 1-2 op aangeven van Jerome Sinclair, waarmee hij de jongste speler van de club werd die tijdens zijn eredivisiedebuut scoorde. Naderhand bleek hij tijdens die invalbeurt het middenvoetsbeentje in zijn rechtervoet te hebben gebroken, waardoor hij voor langere tijd weer aan de kant moest blijven. Op 1 februari 2021 werd hij voor de rest van het seizoen uitgeleend aan Helmond Sport. Daar sloot hij aan bij Jessy Hendrikx, Joël Roeffen en Ramon de Wilde, drie Venlose jeugdspelers die al in november 2020 door VVV waren uitgeleend aan de Brabantse eerstedivisionist.
Eind maart 2021 werd de optie in zijn aflopende contract gelicht, zodat Bastiaans nog tot 1 juli 2022 was verbonden aan de Venlose club. Tijdens het seizoen 2021/22 kwam de aanvaller in alle zeven eerste competitiewedstrijden in actie namens VVV, waarna zijn verbintenis met een jaar werd verlengd tot 1 juli 2023. Na zijn terugkeer in Venlo kreeg Bastiaans weliswaar meer speelminuten en scoorde hij ook de openingstreffer in een met 1-2 gewonnen uitwedstrijd bij De Graafschap, maar hij was niet verzekerd van een basisplek. Eind januari 2022 werd de aanvaller opnieuw voor een half jaar verhuurd aan Helmond Sport.
Na afloop van die huurperiode maakte de teruggekeerde aanvaller tijdens de voorbereiding op het seizoen 2022/23 nog de nodige speelminuten bij VVV, maar in de eerste twee competitiewedstrijden zat hij niet bij de selectie van de nieuwe trainer Rick Kruys. Aanvaller en club bereikten vervolgens overeenstemming over een voortijdige ontbinding van zijn contract, waarna Bastiaans zijn carrière vervolgde bij VV UNA. In januari 2023 vertrok Bastiaans weer bij UNA waarna hij bij Merefeldia terugkeerde op het oude nest.

## Statistieken
| Seizoen                            | Club            | Competitie     | Competitie | Competitie | Beker | Beker | Playoffs | Playoffs | Totaal | Totaal |
| Seizoen                            | Club            | Competitie     | Wed.       | Dlp.       | Wed.  | Dlp.  | Wed.     | Dlp.     | Wed.   | Dlp.   |
| ---------------------------------- | --------------- | -------------- | ---------- | ---------- | ----- | ----- | -------- | -------- | ------ | ------ |
| 2018/19                            | VVV-Venlo       | Eredivisie     | 0          | 0          | 0     | 0     | —        | —        | 0      | 0      |
| 2019/20                            | VVV-Venlo       | Eredivisie     | 1          | 1          | 0     | 0     | —        | —        | 1      | 1      |
| 2020/21                            | VVV-Venlo       | Eredivisie     | 1          | 0          | 2     | 1     | —        | —        | 3      | 1      |
| 2020/21                            | → Helmond Sport | Eerste divisie | 12         | 0          | 0     | 0     | —        | —        | 12     | 0      |
| 2021/22                            | VVV-Venlo       | Eerste divisie | 15         | 1          | 1     | 0     | —        | —        | 16     | 1      |
| 2021/22                            | → Helmond Sport | Eerste divisie | 7          | 0          | 0     | 0     | —        | —        | 7      | 0      |
| 2022/23                            | VV UNA          | Derde divisie  | 11         | 0          | 1     | 0     | —        | —        | 12     | 0      |
| Carrièretotaal                     | Carrièretotaal  | Carrièretotaal | 47         | 2          | 4     | 1     | 0        | 0        | 51     | 3      |
| Bijgewerkt tot en met 6 maart 2023 |                 |                |            |            |       |       |          |          |        |        |